# Асахи (броненосец)
Асахи (яп. 朝日 — «восходящее солнце») — японский броненосец, флагман японского флота.

## История
«Асахи» заложили 1 августа 1898 года на верфи Джона Брауна в Клайдбанке (Шотландия). Конструктивно он представлял собой увеличенный броненосец «Канопус», с двумя дополнительными 6-дюймовыми (152-мм) орудиями. Спустили корабль на воду 13 марта 1899 года, и он оказался вторым после «Сикисимы», сошедшим со стапелей (опередив «Хацусэ»). Одной из черт нового броненосца оказалось практически полный отказ от применения дерева в его постройке. Даже шкафы, умывальники и рундуки изготавливались из тонких стальных листов. Все палубы были покрыты кортицином — специальным материалом на основе пробковой крошки.
- Эскадренный броненосец «Асахи», июль 1900 года
- Асахи на открытке 1905 г.

## Конструкция
В отличие от «Сикисима» и «Хацусэ», «Асахи» (для таких же 25 котлов Бельвиля) имел не три, а две трубы и по своему силуэту сразу стал чрезвычайно походить на заложенный в марте того же года в Портсмуте (Portsmouth Dockyard) британский броненосец «Формидейбл».

### Корпус
Главные размерения «Асахи»: длина между перпендикулярами 121,9 м, по ватерлинии 126,5 м, наибольшая 129,6 м, ширина 22,91 м, глубина трюма — 13,28 м, средняя осадка 8,38 м. Обводы подводной части корпуса — типичные для английских броненосцев 1890-х годов. Для уменьшения амплитуды качки устанавливались боковые кили. Число  водонепроницаемых отсеков увеличено до 288. Некоторые из примыкавших к ватерлинии отсеков заполнялись пробкой.

### Силовая установка
2 паровые машины тройного расширения, пар к ним поступал от 25 котлов Бельвиля при давлении 17,6 кгс/см², что было несколько больше, чем на «Сикисиме». За счет этого мощность механизмов была повышена до 16 000 л. с. Запас угля на «Асахи» также оказался небольшим: нормальный 700 дл. т, полный 1549 дл. т, чего должно было хватить на 4000 миль 10-узловым экономическим ходом. В отношении мореходности «Асахи» примерно соответствовал своим британским «родственникам».

### Бронирование
Гарвеевская броня. Тип брони, её толщина, общий вес (30,4-32 % проектного нормального водоизмещения для «Сикисима», «Хацусэ», «Асахи») и схема установки на «Асахи» были такими же, как на «Сикисиме».
Главный пояс по ватерлинии «Асахи» длиной 68,28 м, высотой 2,44 м, из которых 1,11 м находилось над водой при нормальной нагрузке, имел максимальную толщину 229 мм. Его толщина в оконечностях составляла 102 мм, и он дополнялся шестидюймовым верхним поясом, проходившей между барбетами. Барбеты имели толщину 356 мм. Башни были защищены 10-дюймовой броней со лба, толщина боковых сторон — 6 дюймов, толщина крыши — 1,5 дюйма (38 мм). Лобовая броня казематов имела толщину 6 дюймов, а задняя часть была защищена 2-дюймовыми (51 мм) броневыми листами. Плоская часть палубной брони имела толщину 2,5 дюйма (64 мм) и 102 мм на скосах. Боевая рубка была защищена 14-дюймовой броней.

## Служба
Броненосец участвовал в войне с Россией. Во время блокады Порт-Артура подорвался на мине. После ремонта Aсахи участвовал в битве на Жёлтом море и в Цусимском сражении, в котором получил 6 попаданий.
25 июля 1909 года во время выполнения практической стрельбы, проводившейся в бухте Изе, на «Асахи» произошел разрыв одного из 12-дюймовых орудий. Четыре человека погибло, а два офицера и три моряка были ранены.
На протяжении Первой мировой войны броненосец сначала нёс службу во внутренних водах, а далее, в 1914 году, стал артиллерийским учебным кораблем. В сентябре 1921 г. его перевели в корабли береговой обороны 1 класса, где он прослужил до июля 1923 г., после чего оказался вычеркнут из списков действующих кораблей флота и разоружен. Его перестроили в плавбазу подводных лодок, на палубе были установлены лебёдки, по бортам - две стрелы. Подъёмные стропы оснастили «скобами Яматака» для быстрого зацепления потерпевшей аварию подводной лодки, однако ни одной из них поднять со дна кораблю так и не довелось. В 1938 году переделан в ремонтное судно.
25 мая 1942 года был торпедирован и потоплен в Южно-Китайском море американской подводной лодкой «Салмон».

## Командиры корабля
- капитан 1-го ранга Камимура Хиконодзё (Kamimura, Hikonojo) — с 1 февраля по 26 сентября 1899 года[10].
- капитан 1-го ранга Мису Сотаро (Misu, Sotaro) — с 29 сентября 1899 года по 23 октября 1900 года[11].
- капитан 1-го ранга Хасимото Масааки (Hashimoto, Masaaki) — с 3 июля 1901 года по 24 мая 1902 года[11].
- капитан 1-го ранга Огура Бёитиро (Ogura, Byoichiro) — с 24 мая 1902 года по 21 ноября 1903 года[11].
- капитан 1-го ранга Ямада Хикохати (Yamada, Hikohachi) — с 21 ноября 1903 года по 6 июня 1904 года[11].
- капитан 1-го ранга Номото Цунаакира (Nomoto, Tsunaakira) — с 6 июня 1904 года по 12 декабря 1905 года[12].
- капитан 1-го ранга Такэути Хэйтаро (Takeuchi, Heitaro) — с 12 декабря 1905 года по 10 мая 1906 года[13].
- капитан 1-го ранга Такигава Томокадзу (Takigawa, Tomokazu) — с 10 мая по 22 ноября 1906 года[14].
- капитан 1-го ранга Цутия Тамоцу (Tsuchiya, Tamotsu) — с 22 ноября 1906 года по 28 сентября 1907 года[15].
- капитан 1-го ранга Миядзи Садатоки (Miyaji, Sadatoki) — с 28 сентября 1907 года по 7 апреля 1908 года[15].
- капитан 1-го ранга Мори Ёситаро (Mori, Yoshitaro) — с 7 апреля по 15 сентября 1908 года[16].
- капитан 1-го ранга Исида Итиро (Ishida, Ichiro) — с 15 сентября по 20 ноября 1908 года[17].
- капитан 1-го ранга Юсида Дзюдзабуро (Ushida, Juzaburo) — с 20 ноября 1908 года по 1 декабря 1910 года[18].
- капитан 1-го ранга Сэкино Кэнкити (Sekino, Kenkichi) — с 1 марта 1912 года по 20 апреля 1912 года[19].